# Stenocercus iridescens
Stenocercus iridescens este o specie de șopârle din genul Stenocercus, familia Tropiduridae, descrisă de Günther 1859. Conform Catalogue of Life specia Stenocercus iridescens nu are subspecii cunoscute.